# Type 92 (mitragliatrice aeronautica)
La Tipo 92 (九二 式 重 机关 铳?, Kyuunii-shiki juu-kikanjuu), conosciuta soprattutto nella bibliografia in lingua inglese come Type 92, era una mitragliatrice leggera aeronautica brandeggiabile da installazione fissa prodotta in Giappone negli anni trenta ed utilizzata principalmente dalla marina imperiale giapponese come equipaggiamento di alcuni modelli di velivoli in uso alla Dai-Nippon Teikoku Kaigun Kōkū Hombu, la componente aerea della marina, durante la prima parte della seconda guerra mondiale.

## Storia
Negli anni trenta la Marina imperiale giapponese introdusse una serie di nuovi armamenti per i propri velivoli, tra i quali fu sviluppata una mitragliatrice leggera basata sulla britannica Lewis, dalla quale si discostava per alcuni particolari.
Fu modificata nel progetto in modo da poter utilizzare il munizionamento 7,7 × 58 mm Arisaka in luogo del .303 British, (o 7,7 mm × 56 R) ed introducendo modifiche al raffreddamento della canna, un nuovo caricatore a tamburo ed un apposito supporto per l'uso brandeggiabile. Dopo le fasi preliminari la nuova arma entrò in servizio nel 1932 nella Marina imperiale divenendone dotazione standard.

### Impiego operativo
La Type 92 fu inizialmente fornita ai velivoli che prevedevano postazioni di difesa, ma si rivelò incapace di fornire un adeguato supporto di copertura. Nella seconda parte del conflitto fu quindi sostituita dalle più capaci Type 1 e Type 2 o dal cannoncino Type 99, anch'essi montati su supporti brandeggiabili.

## Velivoli utilizzatori
(lista parziale)
 Giappone
- Aichi D1A
- Aichi D3A
- Aichi E13A
- Kawanishi E7K2[1]
- Kyūshū K11W Shiragiku
- Kyūshū Q1W
- Mitsubishi F1M2[2]
- Mitsubishi G3M
- Mitsubishi G4M
- Nakajima B5N
- Yokosuka B4Y